# Mormyrops breviceps
Mormyrops breviceps es una especie de pez elefante eléctrico perteneciente al género Mormyrops en la familia Mormyridae presente en varias hoyas hidrográficas de África, entre ellas algunas cuencas del centro y oeste del continente, incluyendo los ríos Mvi, Sanaga y Volta, y varios afluentes costeros. Es nativa de Burkina Faso, Costa de Marfil, Ghana, Guinea, Guinea-Bissau, Liberia y Sierra Leona; y puede alcanzar un tamaño aproximado de 65,0 cm.

## Estado de conservación
Respecto al estado de conservación, se puede indicar que de acuerdo a la IUCN, esta especie puede catalogarse en la categoría «Preocupación menor (LC)».